# 紀牟良自
紀 牟良自（き の むらじ）は、奈良時代の武人。姓は朝臣。名は武良士とも記される。官位は持節大使藤原麻呂の部下の判官・従七位上。

## 経歴
聖武朝の神亀元年（724年）3月、海道の蝦夷が反乱により、陸奥大掾の佐伯児屋麻呂が殺害された。。この時、牟良自は持節大将軍藤原宇合・副将軍高橋安麻呂のもとで軍功をあげたと見られ、翌2年（725年）閏正月の天皇の詔により、後部王起・田辺難波・坂本宇頭麻佐・丸子大国らとともに勳六等・田2町を受けている。この時の位階は少初位上。
天平9年（737年）正月、陸奥按察使鎮守将軍の大野東人の要請により、男勝村を経由する陸奥国から出羽柵への直通路を貫通させるべく、藤原麻呂が持節大使として赴任している。直通路開鑿の過程で、2月25日に大野東人が多賀柵より出発したが、牟良自は麻呂の判官として、東人の指揮の下、3月1日に騎兵196人、鎮兵499人の兵力と、陸奥国の兵5000人、帰服した夷狄249人を率いて色麻柵（宮城県加美郡色麻町一関遺跡、あるいは同郡加美町城生柵跡に比定）を発ち、その日のうちに出羽国大室駅（最上郡玉野にあたり、現在の山形県尾花沢市丹生・正厳付近とされている）に到着した。その後合流した出羽守田辺難波の軍とともに、新道の開拓事業に従事したものと思われる。この時の位階は従七位上。
以後の記録は存在していない。

## 官歴
『続日本紀』による。
- 時期不詳：少初位上
- 神亀2年（725年）閏正月22日：勳六等・賜与田2町
- 天平9年（737年）2月25日頃：持節大使下判官・従七位上